# Brontallo
Brontallo è una frazione di 60 abitanti del comune svizzero di Lavizzara, nel Canton Ticino (distretto di Vallemaggia).

## Storia

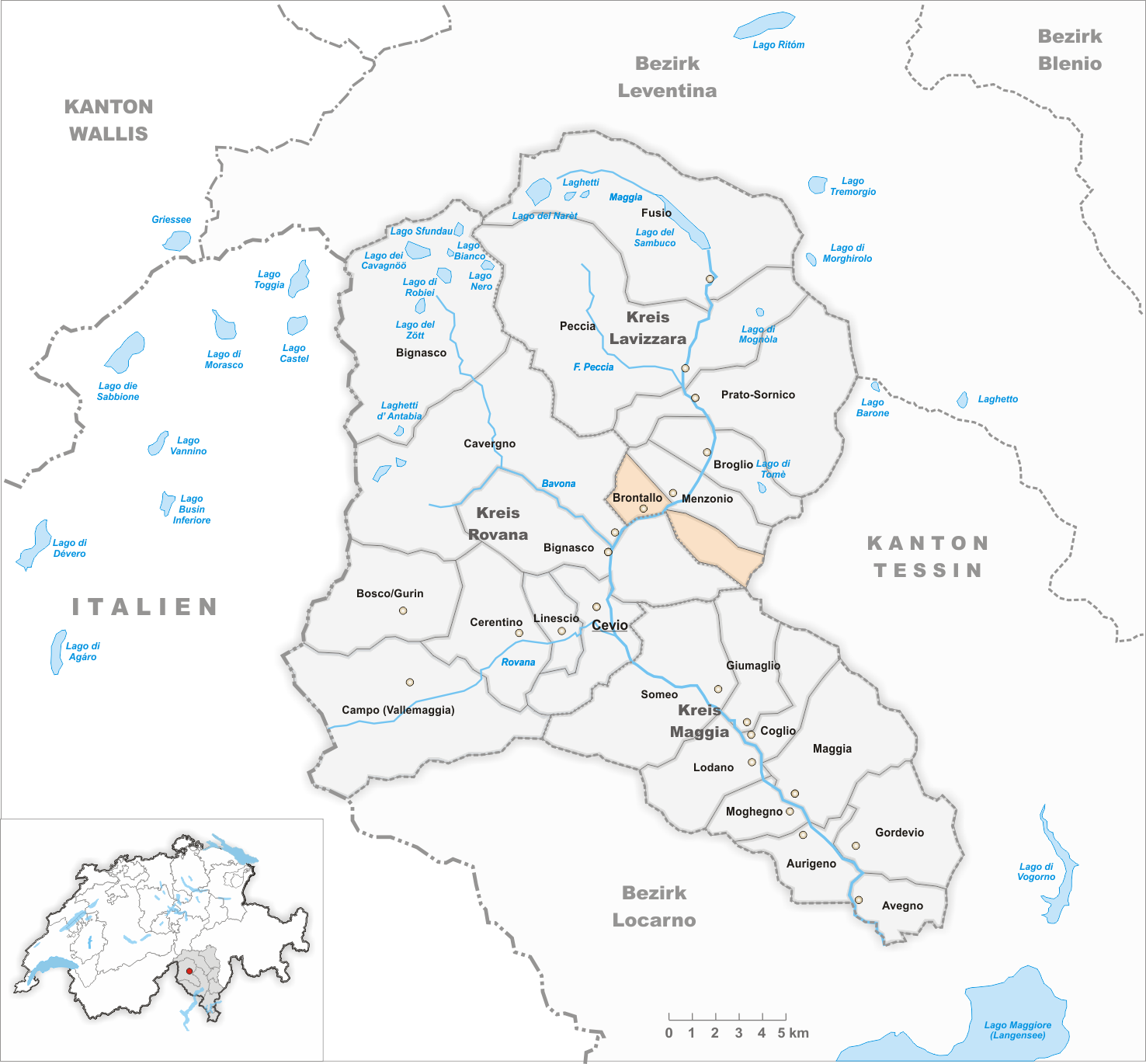
Il territorio del comune di Brontallo prima degli accorpamenti comunali del 2004

Già comune autonomo che si estendeva per 10,46 km², il 4 aprile 2004 è stato accorpato agli altri comuni soppressi di Broglio, Fusio, Menzonio, Peccia e Prato-Sornico per formare il comune di Lavizzara.

## Monumenti e luoghi d'interesse
- Chiesa parrocchiale di San Giorgio, attestata dal XV secolo[2]
- Cappella del cimitero, eretta nel XVI secolo[3]
- Oratorio di Sant'Antonio da Padova in località Margoneggia, eretto nel 1734[senza fonte].

## Società

### Evoluzione demografica
L'evoluzione demografica è riportata nella seguente tabella:
Abitanti censiti

## Amministrazione
Ogni famiglia originaria del luogo fa parte del cosiddetto comune patriziale e ha la responsabilità della manutenzione di ogni bene ricadente all'interno dei confini della frazione.